# 1097년

## 연호
- 북송(北宋) 소성(紹聖) 4년
- 요(遼) 수창(壽昌) 3년
- 일본(日本) 에이초(永長) 2년 / 조토쿠(承徳) 원년
- 서하(西夏) 천우민안(天祐民安) 8년
- 리 왕조(李朝) 호이퐁(會豊) 6년

## 기년
- 고려(高麗) 숙종(肅宗) 2년
- 북송(北宋) 철종(哲宗) 12년
- 요(遼) 도종(道宗) 43년
- 서하(西夏) 숭종(崇宗) 12년
- 리 왕조(李朝) 인종(仁宗) 26년

## 사건
- 제1차 십자군이 콘스탄티노폴리스에 닿는다.
- 상왕 헌종이 세상을 떠남.
- 주전관(鑄錢官)을 두고 주화를 만들어 통용하게 하였음.

## 사망
- 고려 14대 국왕 헌종